# West Town

Situation de West Town dans la ville de Chicago

West Town est l'un des 77 secteurs communautaires de la ville de Chicago aux États-Unis. Dans ce secteur de la ville se trouve le quartier d'Ukrainian Village, avec notamment l'église des Saints-Innocents.
Wicker Park est un quartier de West Town qui se distingue comme un secteur artistique.